# Adesmus laetus
Adesmus laetus es una especie de escarabajo longicornio del género Adesmus, categorizada en la tribu Hemilophini, de la subfamilia Lamiinae. Fue descrita por Bates en 1881.

## Descripción
Mide 8,5-13 mm de longitud.

## Distribución
Se distribuye por Colombia, Perú y Venezuela.